# Cyclostemon bipindensis
Espèce
Synonymes
- Cyclostemon bipindensis Pax[2]

Cyclostemon bipindensis Pax  est une espèce de plantes à fleurs de la famille des Putranjivaceae selon la classification phylogénétique. 
Son épithète spécifique fait référence à Bipindi, une localité au sud du Cameroun.